# Air-Canada-Flug 797
Der Air-Canada-Flug 797 war ein planmäßiger Flug, welcher von Dallas/Fort Worth mit einer Zwischenlandung in Toronto nach Montreal führte. Am 2. Juni 1983 brach während des Fluges hinter den Toiletten ein Brand aus, der sich zwischen der äußeren Verschalung und der Innenverkleidung ausbreitete und die Flugzeugkabine mit giftigem Rauch füllte. Das sich ausbreitende Feuer zerstörte auch mehrere für den Flugbetrieb notwendige Elektronik-Kabel, wodurch Instrumente im Cockpit ausfielen und das Flugzeug notlanden musste. 90 Sekunden, nachdem das Flugzeug aufgesetzt hatte und die Türen geöffnet waren, schufen die Hitze des Feuers sowie der durch die offene Tür ins Flugzeuginnere gelangende Sauerstoff sogenannte Flashover-Konditionen, wodurch die Kabine vom Feuer verschlungen wurde. Insgesamt kamen 23 Passagiere, welche das Flugzeug verlassen wollten, in den Flammen ums Leben.

## Details
Am 2. Juni 1983 um 16:20 CDT (21:20 UTC) startete das Flugzeug der Air Canada mit dem Kennzeichen C-FTLU vom Flughafen Dallas/Fort Worth; es sollte in Toronto zwischenlanden und dann nach Montreal weiterfliegen.
Der 51-jährige Donald Cameron war der Kapitän, der 34-jährige Claude Ouimet diente als Erster Offizier. Beide waren erfahrene Piloten; Cameron hatte rund 13.000 Flugstunden, Ouimet etwa 5.650. Über Louisville, Kentucky, brach in den oder in der Nähe der Toiletten ein Feuer aus. Die Piloten hörten um etwa 18:51 Uhr, als gerade das Abendessen serviert wurde, einen Knall und entdeckten, dass der Leitungsschutzschalter der Toiletten herausgesprungen war. Dies war nicht ungewöhnlich, wenn viele Passagiere die Toilette nach dem Essen aufsuchten, und so wartete Cameron etwa acht Minuten, damit der Schalter sich abkühlen konnte, bevor er ihn um etwa 18:59 Uhr wieder zu aktivieren versuchte, mehrmals mit einem erneuten Ausfall. Der Cockpit-Voice-Recorder hatte hingegen schon um 18:48 Uhr mehrere für die Besatzung wohl unhörbare Lichtbogen-Geräusche aufgezeichnet.
Um etwa 19 Uhr nahm man einen strengen, übel riechenden Geruch im hinteren Teil des Flugzeuges wahr. Die 33-jährige Flugbegleiterin Judi Davidson stellte fest, dass der Gestank aus der Toilette kam. Als sie die Türe öffnete, um nachzusehen, kam ihr dicker grauer Rauch entgegen. Deswegen schickte sie ein weiteres Crewmitglied, um den 37-jährigen Purser Sergio Benetti zu holen. Benetti sprühte Feuerlöschmittel in die Toilette. Währenddessen informierte Davidson die Piloten und die 28-jährige Flugbegleiterin Laura Kayama begann, die Passagiere auf Plätze nahe den Notausgängen umzusetzen. Zu keiner Zeit meldete man den Piloten, dass noch keine Flammen gesichtet wurden, was der Fall gewesen wäre bei einem Brand im Abfallkübel. Der Erste Offizier verließ das Cockpit um 19:03 Uhr, um nachzusehen, jedoch kam er wegen des Rauches im hinteren Teil der Kabine nicht dazu, die Toilettentür zu öffnen. Als er wieder im Cockpit war, erklärte er, dass es wohl besser wäre, zu landen. Eine Stewardess meldete dem Kapitän, dass sich der Rauch in der Kabine wieder gelichtet habe und sie meine, dass es sich bessern würde. Während der Erste Offizier ein weiteres Mal, diesmal mit einer Rauch-Schutzbrille, im hinteren Teil des Flugzeugs war, fielen zahlreiche elektrische Systeme aus. Aufgrund der heißen Toilettentür wies der Erste Offizier die Flugbegleiter an, die Tür geschlossen zu halten, bevor er von einer der Flugbegleiterin ins Cockpit zurückgewunken wurde. Kaum war er im Cockpit, fielen elektrische Systeme bis hin zum Künstlichen Horizont aus. Ebenso beendete zu diesem Zeitpunkt der Voice Recorder die Aufzeichnung. Die Funksysteme wurden auf Batteriebetrieb umgeschaltet, hingegen blieb für den Rest des Fluges die Höhenrudertrimmung unbedienbar und so wurde es ziemlich schwierig, den Landeanflug des Flugzeugs zu kontrollieren. Um 19:08 Uhr erklärten die Piloten die Luftnotlage. Obschon es den Flugbegleitern nicht möglich war, über die Lautsprecher mit den Passagieren zu kommunizieren, schafften sie es, die Passagiere zu instruieren, wie die Türen zu öffnen sind.
Um 19:20 Uhr führten die Piloten unter den erschwerten Bedingungen eine Notlandung auf dem Flughafen Cincinnati durch. Das Flugzeug musste vom Bodenradar geführt werden, da die Piloten seinen Kurs aufgrund der ausgefallenen Instrumente nicht bestimmen konnten.
Nach dem Stillstand wurden zur Evakuierung die Türen geöffnet, wodurch das zuvor nicht sichtbare Feuer durch den eintretenden Sauerstoff angefacht wurde. 23 der 41 Passagiere verbrannten. 21 kanadische sowie zwei amerikanische Staatsangehörige kamen bei dem Unfall ums Leben, darunter der Folk-Musiker Stan Rogers. Zahlreiche Leichen verbrannten bis zur Unkenntlichkeit.
Da die Piloten der Kabinencrew nicht helfen konnten, verließ Ouimet das Flugzeug durch das Notausstiegsfenster auf der Copiloten-Seite. Cameron war jedoch bewusstlos. Feuerwehrleute schafften es, dass der Kapitän wieder zu Bewusstsein kam, und so gelang es diesem, sein eigenes Fenster zu öffnen und aus dem Flugzeug zu klettern. Er war der letzte Insasse, welcher das Flugzeug lebend verlassen konnte.

Diagramm der DC-9, daraus ersichtlich die Lage der Passagiere

## Konsequenzen aus dem Unfall
Als ein Resultat der Katastrophe wurden die weltweiten Sicherheitsregulationen verbessert. Es wurden neue Rauchmelder in den Toiletten notwendig, zudem wurden Notfalllichter, welche den Weg zu den Türen markieren, eingebaut. Außerdem wird die Crew nun besser in der Feuerbekämpfung geschult.
Die Crew wurde einerseits für ihr fliegerisches Können gelobt, andererseits für das Zögern bis zum Einleiten des Sinkfluges kritisiert.

## Weiteres
Seit diesem Unfall 1983 hatte die Air Canada keinen weiteren Unfall mit Todesfolge.
Zum Zeitpunkt des Unfalls hatte Air Canada außer der verunglückten Maschine 41 weitere DC-9-32 in der Flotte.
Die Flugnummer 797 wurde von Air Canada weiter benutzt, dies nun für Flüge zwischen Montreal und Los Angeles.

## Ähnliche Fälle
- Saudia-Flug 163
- VARIG-Flug 820
- CAAC-Flug 2311